# 古雋邨
古雋邨（英語：Kwu Chun Estate）是香港房屋委員會一條興建中的公共屋邨，為古洞北新發展區內首個公營房屋項目。
屋苑由房屋署總建築師（2）負責總體設計，當中第一期由李景勳、雷煥庭建築師事務所另行負責細部設計，兩期分別由有利建築及新福港承建，預計於2026-27年間分期入伙。

## 歷史
此屋邨位於古洞北19區，於2019年尾收地，2022年6月動工，為古洞北新發展區首個動工的公營房屋項目。第一期動工同月，尚未動工的第二期建築工程進行招標，為房委會首次採用「設計與建造」形式進行採購。
2024年7月，政府宣佈當時尚未命名的古雋邨一期，將提前19個月進行預派，為繼富蝶邨二期及鳳凰嶺邨一期後，第三條納入「公屋提前上樓計劃」的屋邨。
而在2024年中，發展局為此邨與鳳凰嶺邨舉行命名比賽，而此邨得獎命名為「古雋邨」。有關命名已於2025年3月獲房委會採納。

## 屋邨資料

### 樓宇
| 樓宇名稱（座號）             | 樓宇類型               | 落成年份 | 樓宇層數 | 每層伙數         | 單位總數（伙）   | 建築師                                           | 總承建商 （地基承建商） | 提供升降機的廠商 | 期數 |
| ---------------------------- | ---------------------- | -------- | -------- | ---------------- | ---------------- | ------------------------------------------------ | ----------------------- | ---------------- | ---- |
| 福利及停車場大樓（不設座號） | （不適用）             | 2026年   | 9        | （不設住宅單位） | （不設住宅單位） | 房屋署總建築師（2）、 李景勳、雷煥庭建築師事務所 | 有利建築 （中國建築）   | 蒂升             | 1A   |
| 雋添樓（第1座）              | 非標準設計大廈 （Y型） | 2026年   | 40       | （待補）         | （待補）         | 房屋署總建築師（2）、 李景勳、雷煥庭建築師事務所 | 有利建築 （建榮地基）   | 蒂升             | 1B   |
| 雋旺樓（第2座）              | 非標準設計大廈 （Y型） | 2026年   | 40       | （待補）         | （待補）         | 房屋署總建築師（2）、 李景勳、雷煥庭建築師事務所 | 有利建築 （中國建築）   | 蒂升             | 1A   |
| 雋喜樓（第3座）              | 非標準設計大廈 （Y型） | 2026年   | 39       | （待補）         | （待補）         | 房屋署總建築師（2）、 李景勳、雷煥庭建築師事務所 | 有利建築 （中國建築）   | 蒂升             | 1A   |
| 雋樂樓（第4座）              | 非標準設計大廈 （Y型） | 2026年   | 39       | （待補）         | （待補）         | 房屋署總建築師（2）、 李景勳、雷煥庭建築師事務所 | 有利建築 （中國建築）   | 蒂升             | 1A   |
| 雋良樓（第5座）              | 非標準設計大廈 （X型） | 2026年   | 39       | （待補）         | （待補）         | 房屋署總建築師（2）、 李景勳、雷煥庭建築師事務所 | 有利建築 （中國建築）   | 蒂升             | 1A   |
| 雋善樓（第6座）              | 非標準設計大廈 （X型） | 2026年   | 40       | （待補）         | （待補）         | 房屋署總建築師（2）、 李景勳、雷煥庭建築師事務所 | 有利建築 （中國建築）   | 蒂升             | 1A   |
| 雋和樓（第7座）              | 非標準設計大廈 （Y型） | 2027年   | 39       | （待補）         | （待補）         | 房屋署總建築師（2）、 （待補）                   | 新福港 （俊和集團）     | （待補）         | 2    |
| 雋平樓（第8座）              | 非標準設計大廈 （Y型） | 2027年   | 39       | （待補）         | （待補）         | 房屋署總建築師（2）、 （待補）                   | 新福港 （俊和集團）     | （待補）         | 2    |
| 雋恩樓（第9座）              | 非標準設計大廈 （Y型） | 2027年   | 39       | （待補）         | （待補）         | 房屋署總建築師（2）、 （待補）                   | 新福港 （俊和集團）     | （待補）         | 2    |
| 雋慈樓（第10座）             | 非標準設計大廈 （Y型） | 2027年   | 39       | （待補）         | （待補）         | 房屋署總建築師（2）、 （待補）                   | 新福港 （俊和集團）     | （待補）         | 2    |
| 雋強樓（第11座）             | 非標準設計大廈 （Y型） | 2027年   | 39       | （待補）         | （待補）         | 房屋署總建築師（2）、 （待補）                   | 新福港 （俊和集團）     | （待補）         | 2    |
| 雋健樓（第12座）             | 非標準設計大廈 （X型） | 2027年   | 39       | （待補）         | （待補）         | 房屋署總建築師（2）、 （待補）                   | 新福港 （俊和集團）     | （待補）         | 2    |

### 配套設施
此邨設有停車場大樓、街舖及休憩設施，另兩期亦設多間福利機構，包括4間幼稚園、2間長者中心、體弱長者照顧服務中心、智障人士宿舍、精神復元人士宿舍及青少年綜合服務中心。當中，位於雋旺樓的幼稚園已於2024年推出競投，將用作遷置明愛堅尼地城幼兒學校。

## 施工圖集

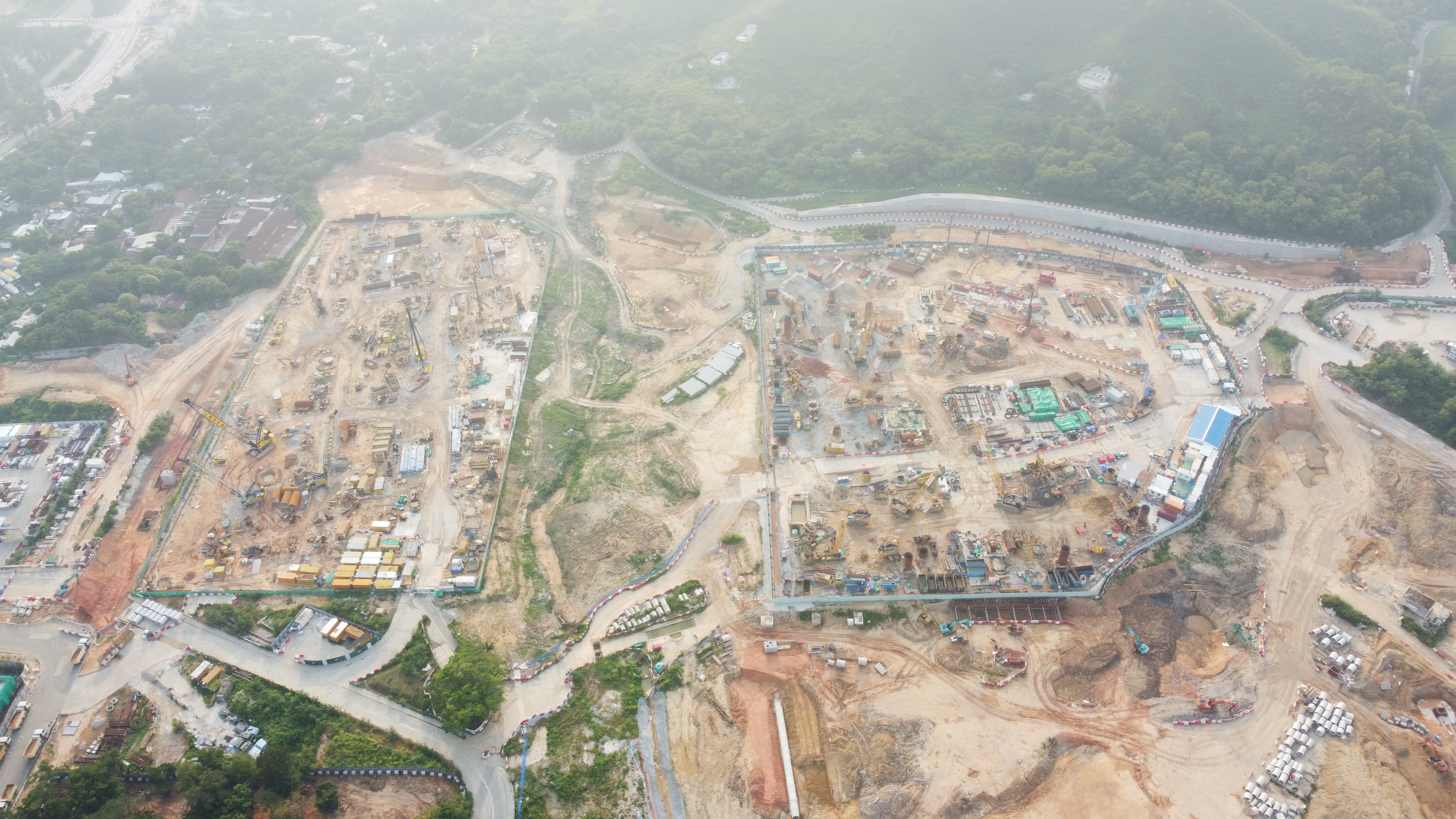
一期（圖右地盤）開始鑽挖樁柱（2022年9月）
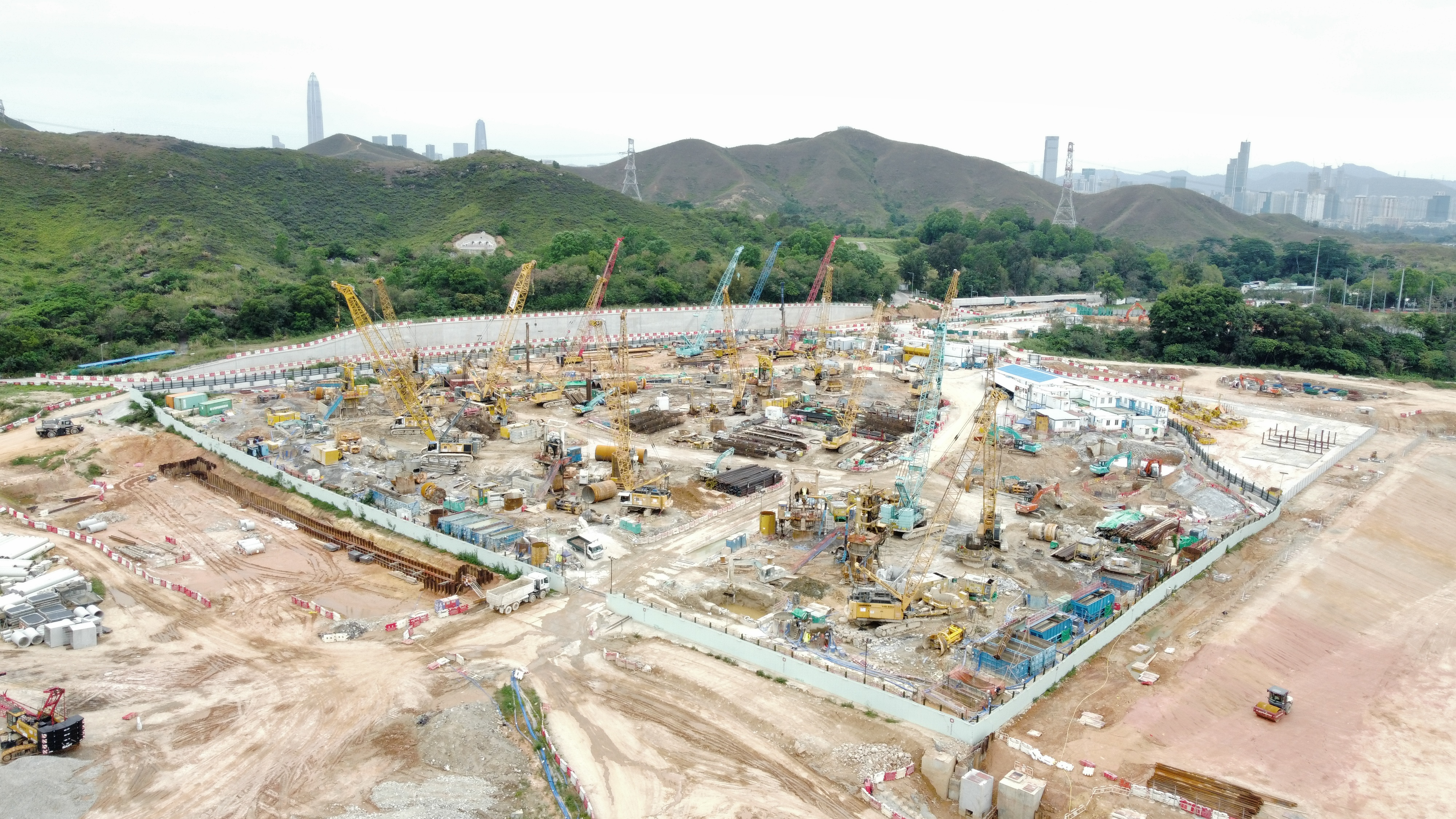
2023年4月
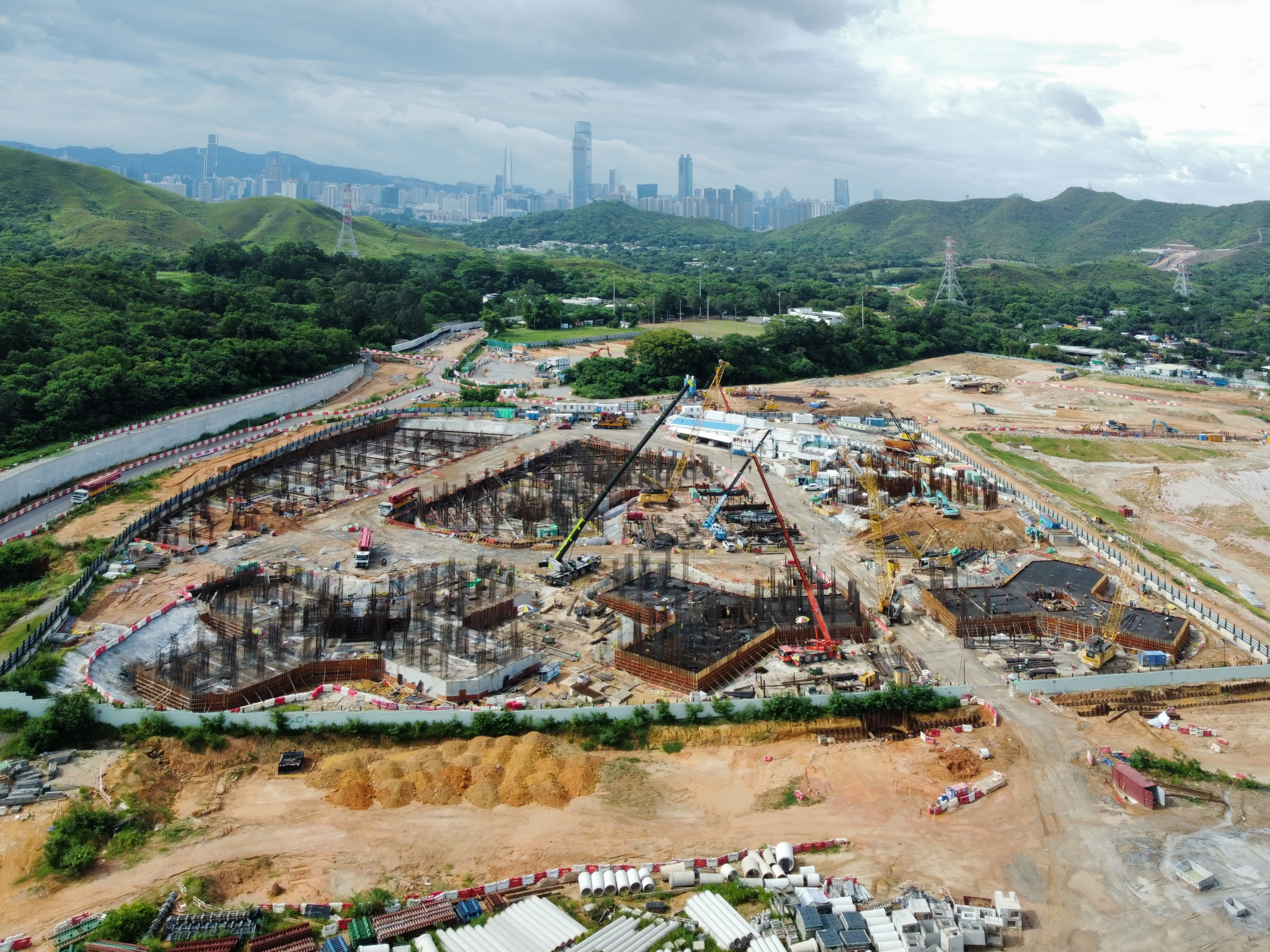
一期正澆築樁帽（2023年7月）
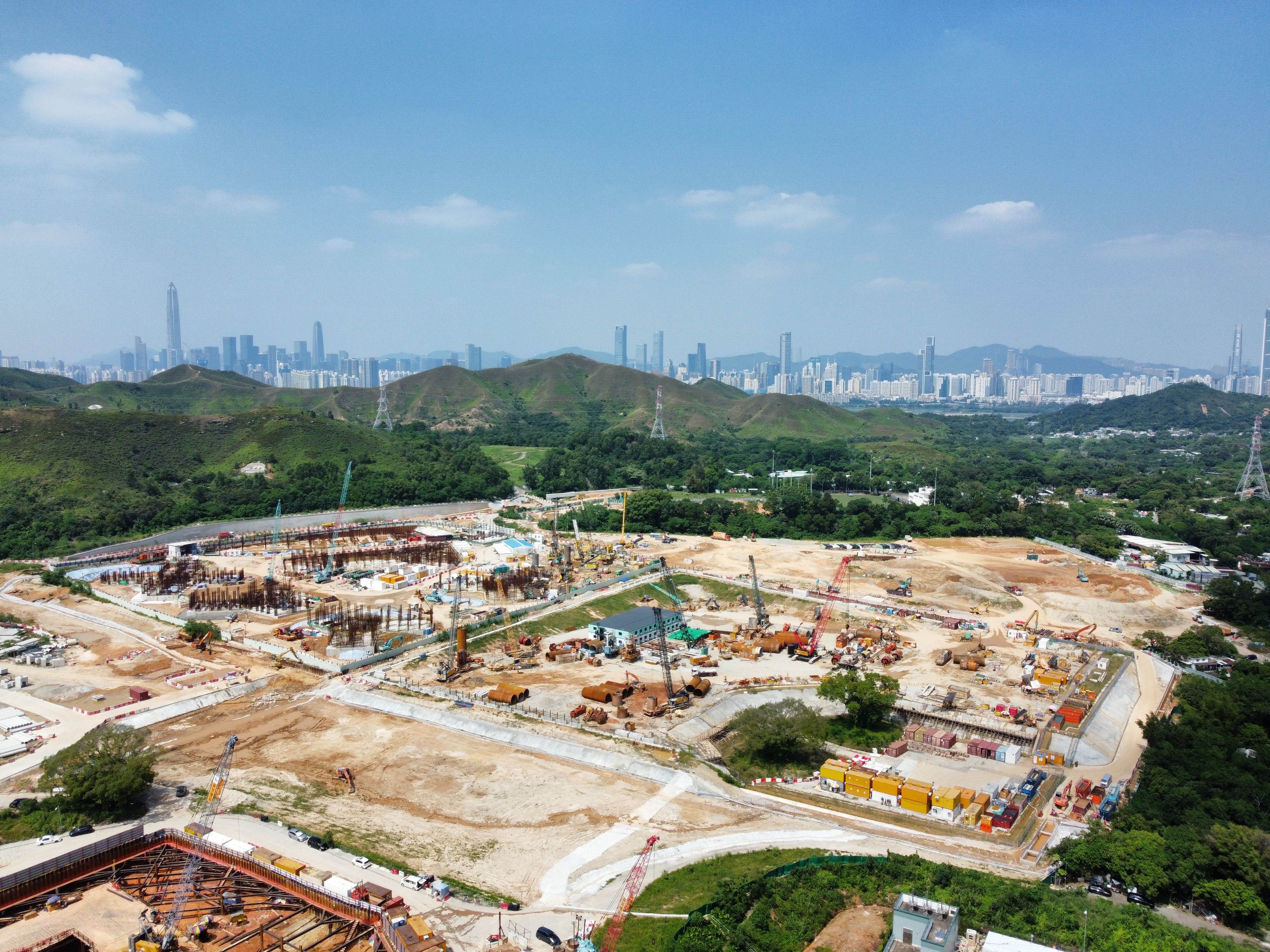
二期亦開展地基工程（2023年10月）
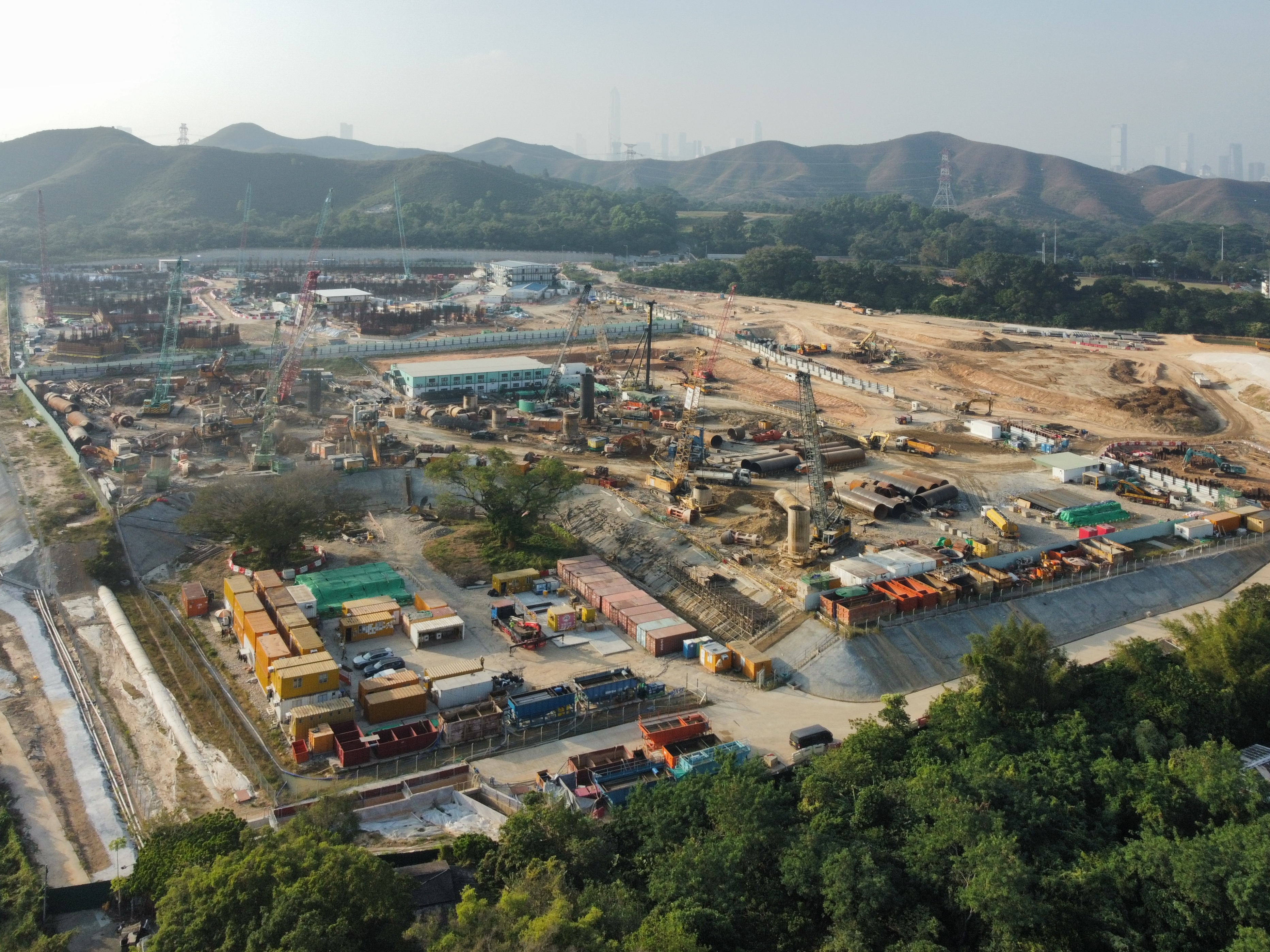
2023年12月
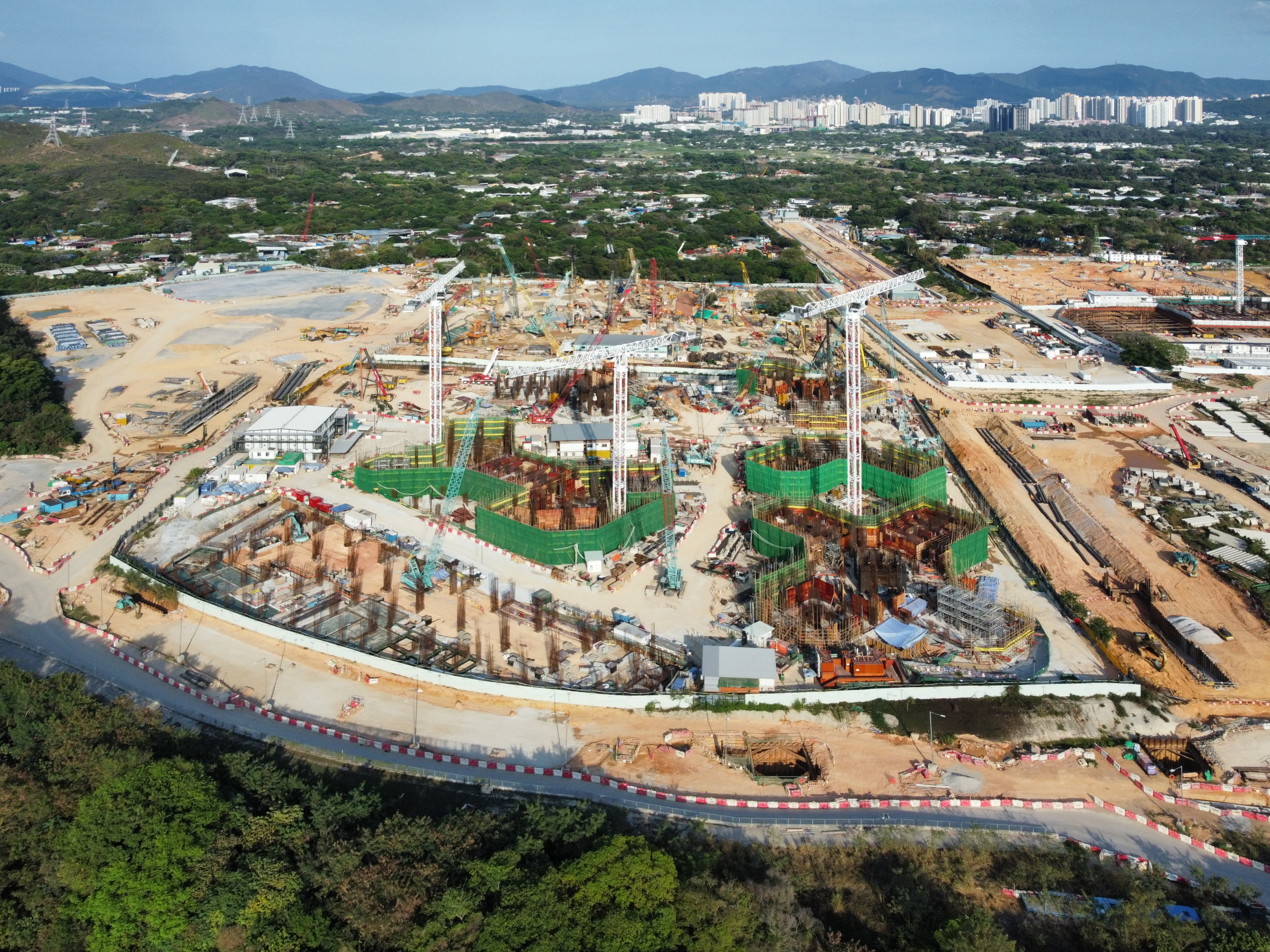
2024年3月
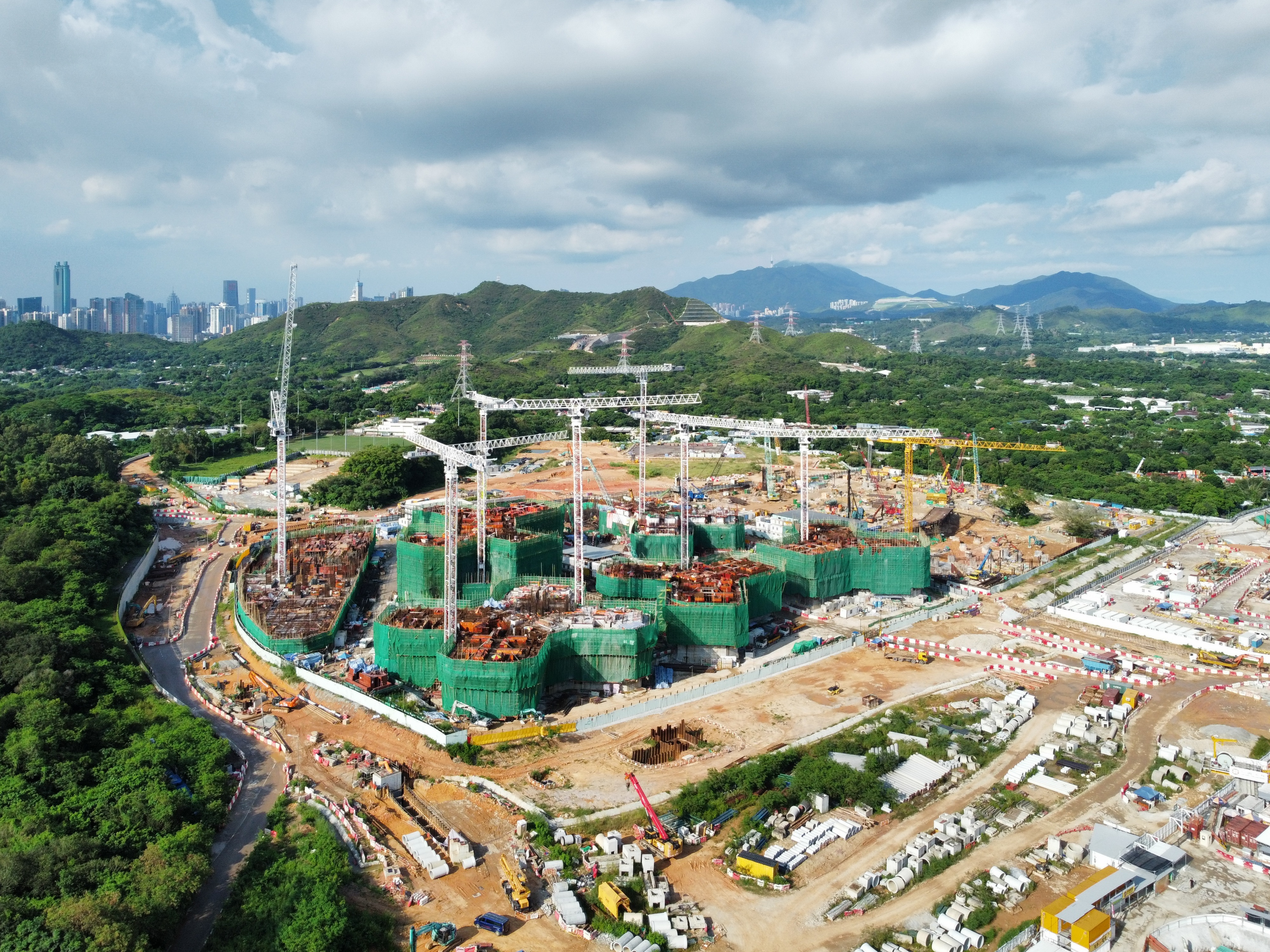
2024年9月
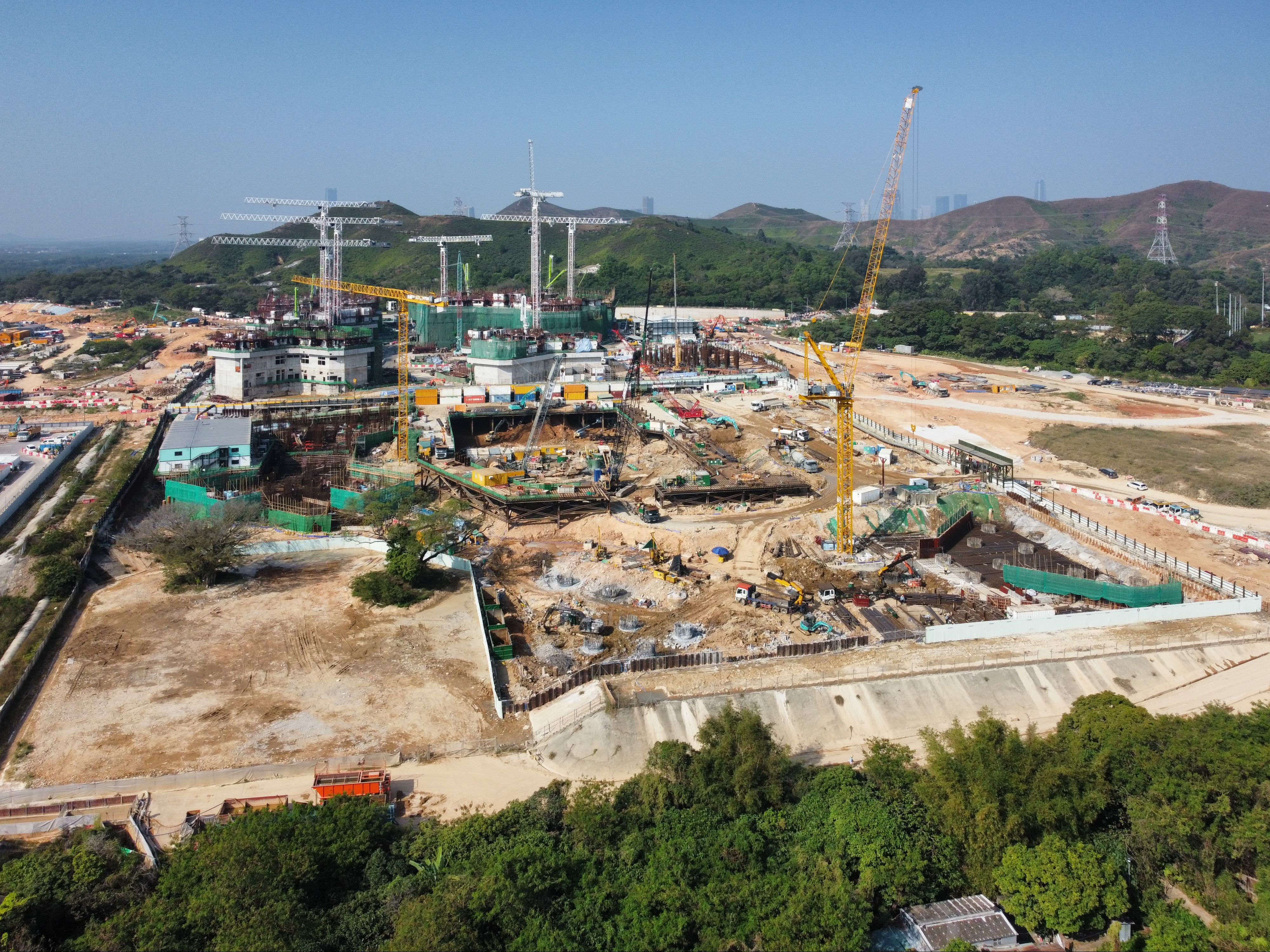
2024年12月
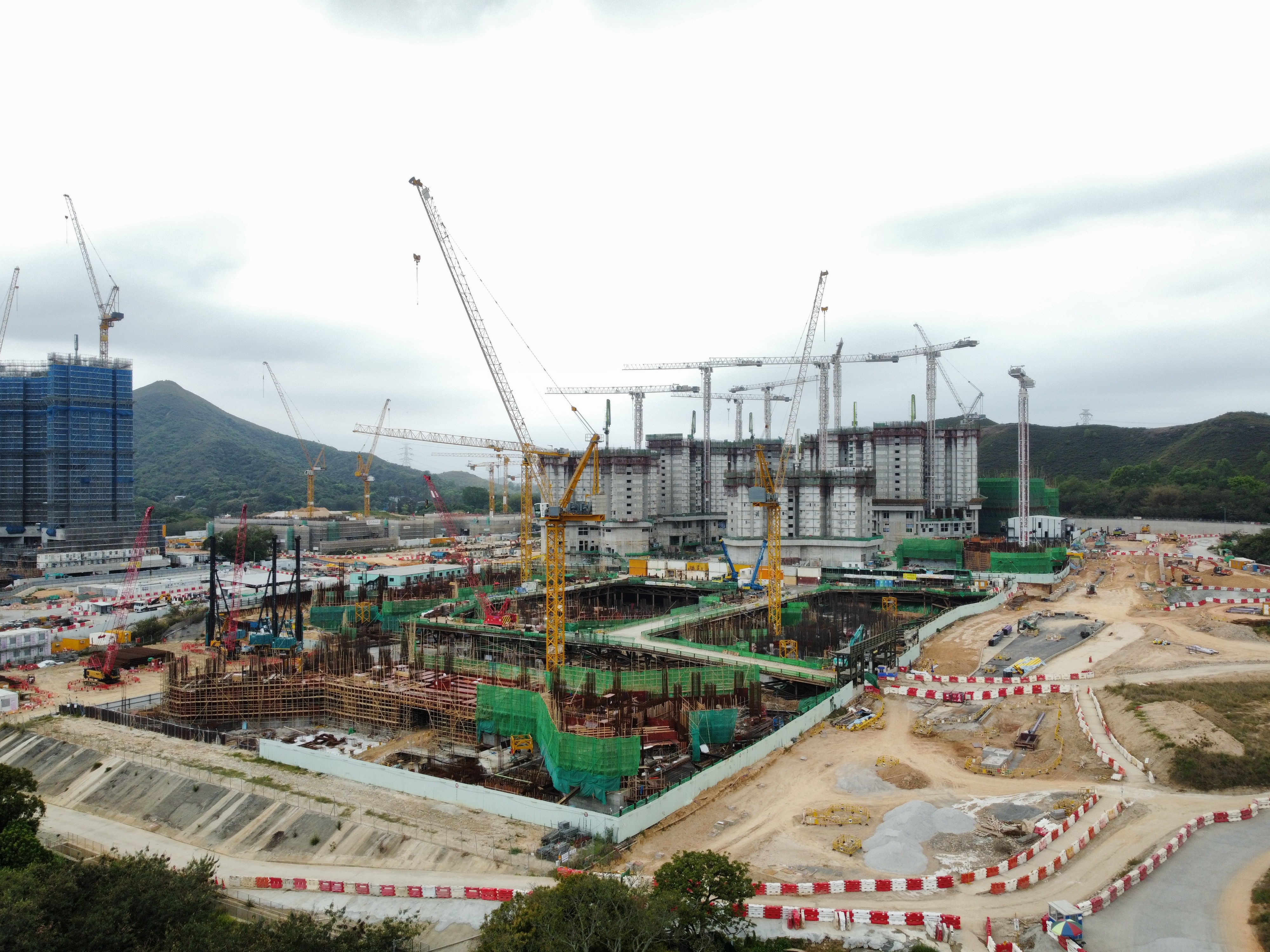
2025年4月

## 鄰近地方
- 古洞北街市
- 古洞北20區擬建居屋
- 古洞站
- 車站廣場
- 古洞北24-25區各私人屋苑
- 房協古洞北24區專用安置屋邨

## 註解
1. 1 2 3 4  由於採用「設計與建造」模式興建，項目由承建商委聘之建築師作詳細設計，而包括打樁、機電各分判商皆由由承建商委聘。
2. ↑  不包括地下低層、地下及天台